# Streptococcus thermophilus
Streptococcus thermophilus (antigament Streptococcus salivarius subsp. thermophilus)· és una espècie de bacteri Gram-positiva anaeròbia facultativa. És un organisme citocrom, oxidasa i catalasanegatiu, immòbil, no formador d'espores i homofermentatiu. Streptococcus thermophilus és una espècie alfa-hemolítica del grup viridans.
També es classifica com un bacteri d'àcid làctic (acrònim en anglès: LAB) i es troba en productes fermentats làctics. És un probiòtic (sobreviu a l'estómac) i generalment s'usa en la producció de iogurt.